# John Dietz
John A. Dietz (* 24. November 1870 in Deutschland; † 11. Oktober 1939 in New York City) war ein US-amerikanischer Sportschütze.

## Erfolge
John Dietz nahm an den Olympischen Spielen 1908 in London und 1912 in Stockholm teil. Bei beiden Spielen belegte er mit der Freien Pistole im Einzelwettbewerb jeweils den neunten Platz, während er beide Male mit der Mannschaft Olympiasieger wurde. Gemeinsam mit James Gorman, Irving Calkins und Charles Axtell behauptete er sich 1908 mit 1914 Punkten vor der belgischen und der britischen Mannschaft. Dietz war dabei mit 472 Punkten der drittbeste Schütze der Mannschaft. In der Mannschaftskonkurrenz 1912 kam er gemeinsam mit Alfred Lane, Henry Sears und Peter Dolfen auf 1916 Punkte, womit die US-Amerikaner den Wettkampf vor der schwedischen und der britischen Mannschaft abschloss. Diesmal war Dietz mit 466 Punkten der schwächste Schütze der Mannschaft. Mit der Duellpistole über die 30-Meter-Distanz verpasste er 1912 sowohl im Einzel als auch mit der Mannschaft als Vierter einen weiteren Medaillengewinn. 1913 wurde er in Camp Perry im Mannschaftswettbewerb mit der Freien Pistole Weltmeister.
Dietz war Karrieresoldat und diente zum größten Teil seiner Militärzeit in der 71st Regimental Armory. Er bekleidete den Rang eines Lieutenants.